# Heinrich Schiemann
Heinrich Schiemann (* 1. September 1916 in Berlin; † 9. November 2002) war ein deutscher Wissenschaftsjournalist.

## Leben
Geboren wurde Heinrich Schiemann in Berlin, als Sohn der Künstlerin Elsa Schiemann, einer Schwester der Pädagogin Minna Specht, und des deutsch-russischen Graphikers, Malers und Übersetzers Eduard Schiemann. Nach verschiedenen Orientreisen, auf die ihn seine Mutter und ihr Lebensgefährte, der Zeitungskorrespondent Leopold Weiss (später: Muhammad Asad), seit 1922 mitgenommen hatten, kam er nach dem Tod der Mutter (1927 in Mekka) zurück nach Deutschland. 1938 legte er in Hamburg das Examen als Luftfahrtingenieur ab und begann als Ingenieur bei der Deutschen Versuchsanstalt für Luftfahrt zu arbeiten. Ab 1947 war er als Wissenschaftsredakteur beim NDR tätig, von 1952 bis 1954 hatte er eine Position als beratender Ingenieur in Pakistan inne, wo er Muhammad Asad wieder traf. Danach kehrte er zum NDR zurück und wechselte 1963 zum ZDF, wo er bis zu seiner Pensionierung 1981 die Abteilung „Naturwissenschaft und Technik“ leitete.
Populär wurde Schiemann durch die Leitung der ZDF-Sendereihe Aus Forschung und Technik sowie durch die Berichterstattung über das Apollo-Mondlandeprojekt mit der Fernsehübertragung der Mondlandung 1969. Auch bei der ersten bemannten Rückkehr eines Space Shuttle am 14. April 1981 war Schiemann einer der Live-Fernseh-Kommentatoren. Er gilt als ein „Pionier der Wissenschaftsberichterstattung“ (ZDF-Intendant Markus Schächter).
Sein Grab befindet sich auf dem Friedhof in Bleidenstadt.

## Schriften
- So funktioniert die Weltraumfahrt. Technik und Organisation des Apollo-Projekts. DVA, Stuttgart 1969.
- 1 × Orbit und zurück. Raumfahrt 2. Generation. DVA, Stuttgart 1973, ISBN 3-421-02646-7.
- Erlebte Raumfahrt. Schauplätze und Begegnungen. Umschau, Frankfurt am Main 1991, ISBN 3-524-69091-2.